# Ashley Hinshaw
Ashley Hinshaw (La Porte, Indiana; 11 de diciembre de 1988) es una actriz y modelo estadounidense. En 2012, protagonizó la película About Cherry, en donde interpretó a Angelina. Más adelante, se unió al elenco de la película LOL, donde interpretó a Emily. 
Hinshaw luego interpretó a Jill en la película +1, estrenada el 20 de septiembre de 2013 en Estados Unidos. En 2014, interpretó a Nora Holden en la película de terror The Pyramid.

## Carrera profesional
Como modelo, Hinshaw ha aparecido en la campaña Abercrombie & Fitch. Su experiencia como modelo la llevó como jueza en la serie Made de MTV en el 2008. Un año después, Ashley prosiguió su carrera como actriz y tuvo un papel de invitada en Gossip Girl como ella misma. Hinshaw originalmente había audicionado para el papel del spin-off de Gossip Girl, Valley Girls, serie la cual CW no eligió. Desde entonces ha aparecido en papeles de invitada en Fringe y The Glades.
En junio de 2010, Hinshaw estuvo confirmada para protagonizar en LOL, un remake de la película francesa del mismo título estrenada en 2008. Interpreta a Emily, la mejor amiga de la protagonista interpretada por Miley Cyrus. La producción empezó en agosto de 2010 en París, Francia. La película fue lanzada en mayo de 2012 en un lanzamiento limitado en Estados Unidos y recibió críticas mixtas y fue un desastre financiero.
En 2011, se unió al elenco de la película Chronicle. Fue elegida como Flor Baczewski, una bloguera que siempre lleva consigo una cámara. La filmación empezó en mayo de 2011 y continuó por 18 semanas, terminando en agosto de 2011. La película fue lanzada en febrero de 2012 y ganó más de $126,266,180 en todo el mundo, pasando el presupuesto de los $15 millones. Las críticas fueron positivas, con un 85% en Rotten Tomatoes. Se ha confirmado que habrá una secuela, pero se desconoce si Hinshaw regresará.
En noviembre de 2010, Hinshaw protagonizó en el thriller independiente Rites of Passage con Christian Slater. La película se centra en una estudiante de antropología que lleva a algunos de sus compañeros al rancho familiar, en donde vive su hermano entre drogas, culpas, y rituales indios. La película actualmente está en posproducción. Se planea lanzarse directamente a DVD en 2012.
En mayo de 2011, Hinshaw fue elegida como la protagonista de la película About Cherry, junto a Heather Graham, James Franco y Dev Patel. Interpreta a Angelina, una joven mujer que va a San Francisco y se une a la industria porno de la ciudad. La filmación empezó en julio de 2011.
En 2011, Hinshaw se une al elenco principal de la película de superhéroes Chronicle. Fue elegida como Casey Letter, una bloguera que regularmente lleva su cámara con ella. La filmación comenzó en mayo de 2011 y continuó durante dieciocho semanas, finalizando en agosto de 2011. La película fue estrenada en febrero de 2012 y recaudó $126,266,180 en todo el mundo, superando su presupuesto de $15 millones. Recibió mayormente críticas positivas, con una calificación de aprobación de 85% en Rotten Tomatoes. Una secuela ha sido anunciada, pero se desconoce si volverá el personaje de Hinshaw.

## Vida personal
Hinshaw comenzó a salir con el actor Topher Grace en enero de 2014, y se comprometieron en enero de 2015. El 29 de mayo de 2016 contrajeron matrimonio en Santa Bárbara (California). El 1 de agosto de 2017, Hinshaw confirmó que la pareja esperaba su primer hijo; su hija nació en noviembre de 2017. En enero de 2020 anunció su segundo embarazo. En septiembre de 2022 se hizo público que esperaban su tercer hijo.

## Filmografía

### Televisión
| Año           | Título                                   | Papel           | Notas |
| ------------- | ---------------------------------------- | --------------- | --- |
| 2009          | Gossip Girl                              | Ella misma      | "Reversals of Fortune" (Temporada 3, Episodio 1) |
| 2009          | Fringe                                   | Rubia           | "Midnight" (Temporada 1, Episodio 18) |
| 2011          | The Glades                               | Charlene Turner | "Moonlighting" (Temporada 2, Episodio 4) |
| 2013          | Enlightened                              | Danielle        | "Higher Power" (Temporada 2, Episodio 3) |
| 2013          | The League                               | Rachel          | "The Near Death Flex-perience" (Temporada 5, Episodio 10) |
| 2014          | True Blood                               | Brigette        | "May Be the Last Time" (Temporada 7, Episodio 7) "Almost Home" (Temporada 7, Episodio 8) "Love Is to Die" (Temporada 7, Episodio 9) "Thank You" (Temporada 7, Episodio 10) |
| 2015          | Agent Carter                             | Colleen O'Brien | "Now Is Not the End" (Temporada 1, Episodio 1) |
| 2015          | Workaholics                              | Hilary Winthrop | "Wedding Thrashers" (Temporada 5, Episodio 9) |
| 2015          | True Detective                           | Lacey Lindel    | "The Western Book of the Dead" (Temporada 2, Episodio 1) "Other Lives" (Temporada 2, Episodio 5)                                                                           |
| 2016          | Cooper Barrett's Guide to Surviving Life | Paige           | "How to Survive Dating" (Temporada 1, Episodio 12) |
| 2016-presente | StartUp                                  | Taylor          | Personaje principal |
| 2017          | Chicago Med                              | Melody Sayers   | "Lose Yourself" (Temporada 2, Episodio 15) |
| 2017          | The Arrangement                          | Lisbeth         | "Pilot (Temporada 1, Episodio 1) "The Ex" (Temporada 1, Episodio 2) |

### Cine
| Año  | Título                           | Personaje        | Observaciones        |
| ---- | -------------------------------- | ---------------- | -------------------- |
| 2011 | The Death and Return of Superman | Power Girl       | Cortometraje         |
| 2012 | Chronicle                        | Casey Letter     | Coprotagonista       |
| 2012 | About Cherry                     | Angelina         | Protagonista         |
| 2012 | Rites of Passage                 | Sandee           | Personaje secundario |
| 2012 | LOL                              | Emily            | Coprotagonista       |
| 2012 | The Hungover Games               |                  | Cortometraje         |
| 2012 | Tall Hot Blonde                  | Katie Brooks     | Personaje secundario |
| 2013 | +1                               | Jill             | Protagonista         |
| 2013 | Snake and Mongoose               | Lynn Prudhomme   | Protagonista         |
| 2013 | The Incident                     | Holly            | Cortometraje         |
| 2014 | Goodbye to All of That           | Mildred          | Personaje secundario |
| 2014 | The Pyramid                      | Dra. Nora Holden | Protagonista         |
| 2015 | A Rising Tide                    | Sarah            | Protagonista         |
| 2016 | The Grounds                      | Julie            | Protagonista         |
| 2016 | Me estás matando, Susana         | Irene            | Protagonista         |
| 2018 | Pep                              | Linda Pep        | Anunciado            |
| TBA  | The Trust                        | Por anunciarse   | Preproducción        |